# The Inevitable Rise and Liberation of NiggyTardust!
The Inevitable Rise and Liberation of NiggyTardust! — третий альбом Сола Уильямса, релиз которого состоялся 1 ноября 2007 года. В записи альбома участвовал Трент Резнор. Название явно ссылается на альбом Дэвида Боуи «The Rise and Fall of Ziggy Stardust and the Spiders From Mars» 1972 года. Большинство текстов песен были взяты из книги Уильямса «The Dead Emcee Scrolls: The Lost Teachings of Hip-Hop», вышедшей в 2006 году.

## Об альбоме
The Inevitable Rise and Liberation of NiggyTardust! был доступен на сайте niggytardust.com. Пользователям была предоставлена возможность заплатить 5$, чтобы поддержать артиста, после чего они могли скачать MP3-версии 192 кбит/c или 320 кбит/c, или же FLAC. Помощь в представлении пластинки в цифровом варианте оказала компания Musicane. Трент Резнор указал ссылку на альбом на официальном сайте Nine Inch Nails, убеждая фанатов поддержать артиста, хоть он и не так известен, как Radiohead, чей альбом In Rainbows также был выложен в Интернете в формате MP3, причём покупатели сами определяли цену, за которую они скачивали его.
Те, кто скачивал альбом непосредственно с сайта, получали все 15 треков, обложку альбома в формате JPEG, буклет альбома/тексты песен в формате PDF.
2 января 2008 на сайте nin.com Трент Резнор оставил следующее сообщение:
- 154,449 человек решили скачать новую пластинку Сола
- 28,322 из этих людей решили заплатить за неё $5, что означает:
- 18,3 % решили заплатить.

Из тех, кто заплатил
- 3220 выбрали 192 кбит/c MP3
- 19,764 выбрали 320 кбит/c MP3
- 5338 выбрали FLAC

Для сравнения Резнор написал, что предыдущая пластинка Сола, выпущенная в 2004 году, разошлась тиражом в 33,897 экземпляров.

## Список композиций
Слова и музыка всех песен — Сол Уильямс и Трент Резнор, если не указано иное.
| №   | Название                                               | Длительность |
| --- | ------------------------------------------------------ | ------------ |
| 1.  | «Black History Month» (Уильямс, Резнор, Тавиус Бек)    | 3:15         |
| 2.  | «Convict Colony» (Уильямс, Резнор, CX KiDTRONiK)       | 3:24         |
| 3.  | «Tr(n)igger»                                           | 3:54         |
| 4.  | «Sunday Bloody Sunday» (U2)                            | 4:05         |
| 5.  | «Break»                                                | 3:18         |
| 6.  | «NiggyTardust» (Уильямс, Резнор, CX KiDTRONiK)         | 3:40         |
| 7.  | «DNA» (Уильямс, Резнор, Бек, Исайя Оуэнс)              | 4:02         |
| 8.  | «WTF!» (Уильямс, Резнор, CX KiDTRONiK)                 | 5:41         |
| 9.  | «Scared Money»                                         | 3:48         |
| 10. | «Raw»                                                  | 2:50         |
| 11. | «Skin of a Drum»                                       | 3:55         |
| 12. | «No One Ever Does»                                     | 3:14         |
| 13. | «Banged and Blown Through»                             | 3:43         |
| 14. | «Raised to Be Lowered» (Уильямс, Резнор, CX KiDTRONiK) | 5:22         |
| 15. | «The Ritual»                                           | 5:20         |

| №   | Название                                                         | Длительность |
| --- | ---------------------------------------------------------------- | ------------ |
| 16. | «Pedagogue of Young Gods»                                        | 3:18         |
| 17. | «World on Wheels»                                                | 1:27         |
| 18. | «Can't Hide Love» (Earth, Wind & Fire)                           | 1:27         |
| 19. | «Gunshots by Computer» (взято из Year Zero Remixed)              | 1:44         |
| 20. | «List of Demands (Reparations)» (взято из альбома Saul Williams) | 1:27         |

- В композиции «Tr(n)igger» присутствует семпл песни «Welcome to the Terrordome» из альбома «Fear of a Black Planet» группы Public Enemy.

## Участники записи
- Сол Уильямс — вокал, программирование
- Трент Резнор — продюсер, программирование в «Black History Month», «Tr(n)igger», «DNA»; вокал в «Break» и «WTF!»; аранжировка в «Sunday Bloody Sunday»
- Thavius Beck — программирование «Black History Month» and «DNA»
- CX KiDTRONiK — программирование, вокал на «Black History Month» и «NiggyTardust»
- Atticus Ross — программирование